# Jean de Codt
Jean de Codt, né à Ixelles le 21 décembre 1955, est un magistrat belge avec le titre de chevalier.

## Biographie
Après avoir fait ses humanités à l'Institut Saint-Boniface Parnasse à Ixelles, il obtient une licence en droit à l’Université catholique de Louvain.

### Carrière
Il entame sa carrière judiciaire en 1983 durant laquelle il occupera différents postes. D'abord stagiaire au parquet du procureur du Roi près le tribunal de première instance de Tournai, il devient ensuite substitut du procureur du Roi près le Tribunal de première instance de Bruxelles. Quelques années plus tard il devient substitut du procureur général près la cour d’appel de Bruxelles pour ensuite travailler à la Cour de cassation où il prête serment en qualité de conseiller à la Cour de cassation le 5 juin 1997.
Le 2 avril 2014, après sa prestation de serment devant le roi Philippe, il devient le premier-président de la Cour de cassation, magistrature judiciaire suprême, fonction qu'il occupera jusqu'au 2 avril 2019 où sera remplacé par Beatrijs Deconinck.
À l'inverse de ses prédécesseurs qui évitaient de s'exprimer dans les médias, Jean de Codt s'est fait connaître en défrayant régulièrement la chronique dans les principaux médias belges de part et d'autre de la frontière linguistique, même après la fin de sa magistrature, notamment en plaidant pour la sauvegarde de l'indépendance de la justice et pour réclamer davantage de moyens. Cela lui a valu des critiques tant sur le fondement de ses positions que sur la légitimité d'un haut magistrat à publiquement exprimer des opinions personnelles.

## Prises de position

### Sur le budget attribué à la justice
En 2016, il déplore que « la politique d'économie du gouvernement pousse la justice administrative à ne plus pouvoir faire respecter la loi ».
En février 2018, il prend publiquement position dans les médias pour inciter le gouvernement en place à allouer plus de moyens à la justice qui, selon lui, manquerait de financements. Il affirme notamment : « Nous voyons depuis 2, 3, 4 ans que la justice devient plus chère ».

### Sur l'indépendance du pouvoir judiciaire
En 2016, il accuse le gouvernement de ne pas respecter la séparation des pouvoirs. « Quel respect donner à un État qui marchande sa fonction la plus archaïque, qui est de rendre la justice ? Cet État n'est plus un État de droit, mais un État voyou ».
Le Premier ministre Charles Michel réplique alors en contestant la véracité de ses accusations en déclarant à la Chambre des représentants : « A mes yeux, la Belgique n'est pas un failed state. La Belgique n'est pas un État voyou. La Belgique est une grande démocratie. Elle est un État de droit ».
En 2018, dans un entretien au journal flamand De Standaard, il déclare également que le pouvoir exécutif empiéterait régulière sur les compétences du pouvoir judiciaire, n'hésitant pas à faire un rapprochement avec la Pologne ou la Hongrie.

### Sur l'état du bâtiment du Palais de justice de Bruxelles

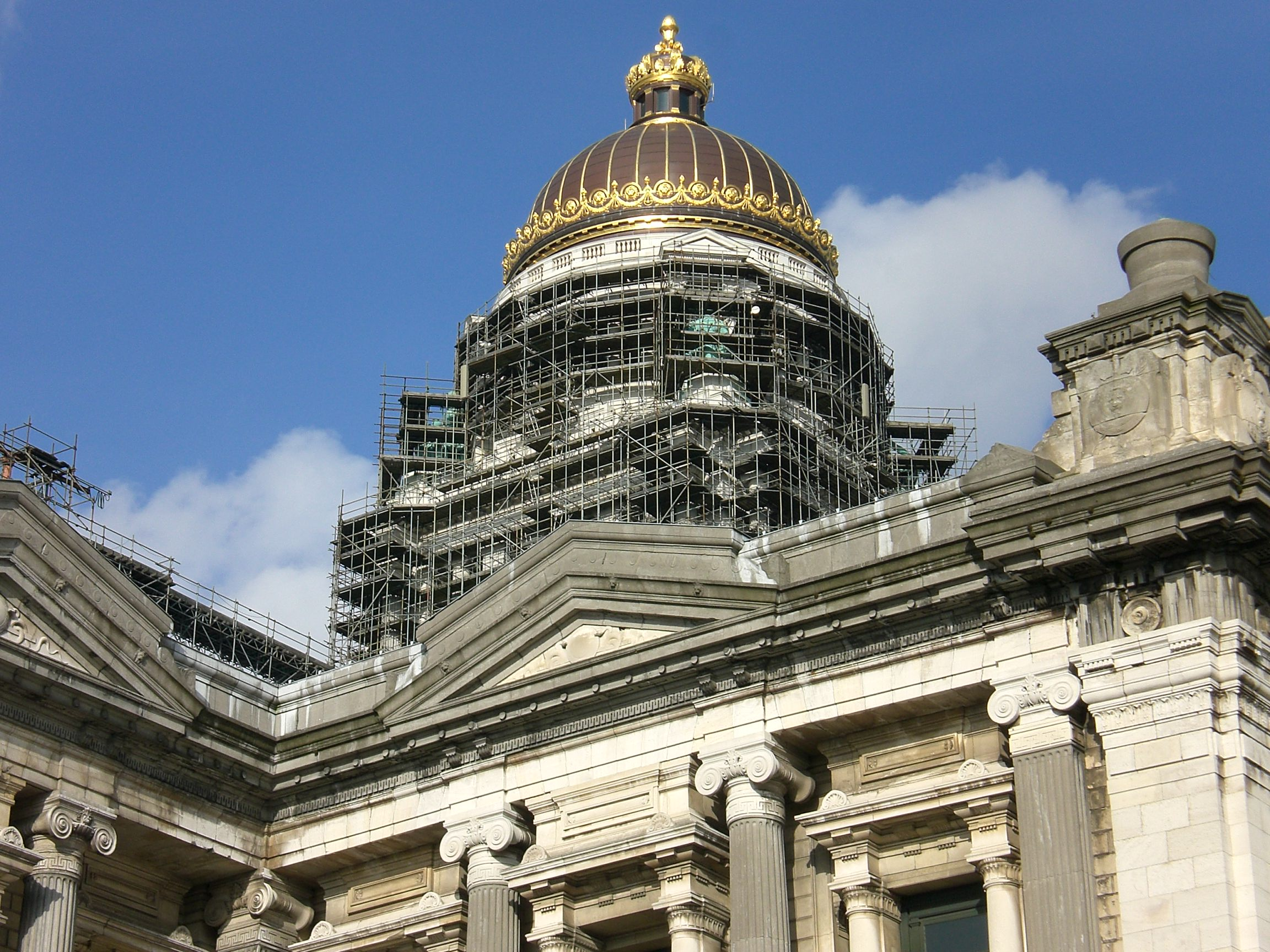
La coupole du palais de justice avec ses échafaudages bien visibles.

À la suite de l'effondrement d'une partie du plafond du greffe du palais en raison d'une infiltration d'eau, Jean de Codt exprime alors à La Première son inquiétude quant à la dégradation du Palais de justice de Bruxelles en travaux depuis des années : « Cet écroulement de plafond n'est pas le premier incident que nous ayons à déplorer. C'est un phénomène récurrent. Cela se passe depuis quelques années maintenant, il y a une certaine inquiétude bien évidemment, car nous ne savons pas à quel endroit des écoulements vont encore se produire ». Il dénonce par ailleurs dans le même entretien la lenteur des travaux qui durent depuis plusieurs décennies : « Je suis arrivé à Bruxelles en 1962, j'avais 7 ans, et je me rappelle que les échafaudages du palais de justice existaient déjà ».

### Sur le droit à l'avortement
En juillet 2022, il commente publiquement la décision de la Cour suprême des États-Unis d'infirmer l'arrêt Roe v. Wade de 1973 légalisant l'avortement pour délaisser cette compétences aux États. Il approuve la décision de cet arrêt en déclarant qu'« il est temps de restituer la question de l'interruption volontaire de grossesse aux représentants du peuple », estimant notamment qu'il n'est pas du ressort des juges d'édicter des lois au détriment des organes législatifs.

### Sur la restitution d'œuvres d'art au Palais de justice de Bruxelles
En 2022, il s'exprime publiquement dans les médias pour réclamer la restitution d'œuvres d'art déplacées au Musées royaux des Beaux-Arts de Belgique en 2010. S'il ne conteste pas la légitimité du transfert pour des fins de préservation, il estime toutefois que l'amélioration substantielle de la sécurité ainsi que des conditions de conservation au sein de l'édifice justifie leur rapatriement.
Le directeur du musée, Michel Draguet, ne se déclare pas opposé à la restitution des œuvres, mais exprime néanmoins ses réserves quant à la capacité du Palais à préserver son patrimoine, citant notamment plusieurs exemples de dégradation dans le passé.

## Décorations
- Commandeur de l'ordre de Léopold
- Grand officier de l'ordre de la Couronne

## Publications
- 2006 : Des nullites de l'instruction et du jugement, Larcier
- 2013 : Faut-il s'inspirer de la justice américaine ?, Bruxelles, Académie Royale de Belgique, éditions l'Académie en poche, 138 pages